# Only One 〜オンリー・ワン〜
「Only One 〜オンリー・ワン〜」（オンリー・ワン）は、日本の女性歌手、広瀬香美の18枚目のシングル。

## 解説
- 2000年3月23日にビクターエンタテインメントよりリリースされた。
- サンリオピューロランド「ハローキティ ドリーム レビューワン」テーマ・ソング。同レビューの演出を行った宮本亜門からの依頼で、広瀬が楽曲を制作した[1]。
- 楽曲は2分40秒程度で、比較的短い。
- ハローキティに関する楽曲であるためか、広瀬のアルバムには含まれることが少ない。

## 収録曲
作詞・作曲：広瀬香美　編曲：吉俣良
1. Only One 〜オンリー・ワン〜
2. Only One 〜オンリー・ワン〜 （インストゥルメンタル）
3. Only One 〜オンリー・ワン〜 （カラオケ）
4. Only One 〜オンリー・ワン〜 （オルゴール）

## 収録アルバム
- SINGLE COLLECTION (#1)
- THE BEST "1992-2018" + "雪"Setlist Non-Stop Mix (#1)